# Centre national du cinéma et de l'image animée du Bénin
Le Centre National du Cinéma et de l'Image Animée du Bénin (CNCIA-BÉNIN) qui remplace en 2016 la Direction de la Cinématographie (D-CINÉ) est un établissement public à caractère administratif béninois, doté d'une personnalité juridique et de l'autonomie financière. Il est créé et placé sous l'autorité du ministère chargé de la Culture.
Eric Todan en assure la direction et Ignace Yechenou (Directeur Général Adjoint) en 2016.

## Historique
Le Centre national du cinéma et de l'image animée du Bénin a connu plusieurs mutations au fil des années.
Dénommée au départ Office béninois de Cinéma (OBECI), elle a subi une mutation et est devenue Société dahoméenne de cinéma (SODACI)[pas clair], structure publique de gestion des salles, tombée en faillite et fermée en 1988. Elle est ensuite remplacée par la Direction de la Cinématographie (D-Ciné) dont la mission est la mise en œuvre de la politique de l'État en matière de cinéma.
En 2016 la Direction de la Cinématographie (D-Ciné) devient le Centre national du cinéma et de l'Image animée du Bénin.

## Quelques noms marquant le cinéma béninois
L'histoire du cinéma béninois a été marquée en ses débuts par les cinéastes tels que Pascal Abikanlou, Richard De Medeiros, Fréjus Anagonou, Thomas Akodjinou et François Okioh.